# Liturgusa maya
Liturgusa maya är en bönsyrseart som beskrevs av Henri Saussure och Leo Zehntner 1894. Liturgusa maya ingår i släktet Liturgusa och familjen Liturgusidae. Inga underarter finns listade i Catalogue of Life.